# عزلة بني جبر (ذمار)

تعديل مصدري - تعديل

عزلة بني جبر هي إحدى عزل مديرية مغرب عنس في محافظة ذمار اليمنية ويبلغ تعداد سكانها 3030 نسمة حسب التعداد السكاني في اليمن لعام 2004.